# Jennifer Holliday (softball)
Pour les articles homonymes, voir Jennifer Holliday et Holliday.
Jennifer Holliday (Melbourne, 18 janvier 1964 - ) est une joueuse de softball australienne. En 1996, elle remporta une médaille de bronze en softball aux Jeux olympiques d'Atlanta avec l'équipe australienne de softball.